# Класификация на археите
Класификацията на археите по-долу включва всички пет царства заедно с родовете на империя Археи (Archaea).

## Класификация
Империя Археи
- Царство Crenarchaeota Cavalier-Smith, 2002
  - Тип Crenarchaeota Cavalier-Smith, 2002
    - Клас Thermoprotei Reysenbach, 2002
      - Род Caldococcus Aoshima, 1996
      - Разред Acidilobales Prokofeva, 2009
        - Семейство Acidilobaceae Prokofeva, 2009
          - Род Acidilobus Prokofeva, 2000

        - Семейство Caldisphaeraceae Prokofeva, 2009
          - Род Caldisphaera Itoh, 2003

      - Разред Desulfurococcales Huber & Stetter, 2002
        - Семейство Desulfurococcaceae Zillig & Stetter, 1983
          - Род Aeropyrum Sako, 1996
          - Род Desulfurococcus Zillig & Stetter, 1983
          - Род Ignicoccus Huber, 2000 
          - Род Ignisphaera Niederberger, 2006
          - Род Staphylothermus Stetter & Fiala, 1986
          - Род Stetteria Jochimsen, 1998
          - Род Sulfophobococcus Hensel, 1997
          - Род Thermodiscus Stetter, 2003
          - Род Thermogladius Osburn & Amend, 2011
          - Род Thermosphaera Huber, 1998

        - Семейство Pyrodictiaceae Burggraf, 1997
          - Род Geogemma Kashefki, 2006
          - Род Hyperthermus Zillig, 1991
          - Род Pyrodictium Stetter, 1984
          - Род Pyrolobus Blöchl, 1999

      - Разред Fervidicoccales Perevalova, 2010
        - Семейство Fervidicoccaceae Perevalova, 2010
          - Род Fervidicoccus Perevalova et al., 2010

      - Разред Sulfolobales Stetter, 1989
        - Семейство Sulfolobaceae Stetter, 1989
          - Род Acidianus Segerer, 1986
          - Род Metallosphaera Huber, 1989
          - Род Stygiolobus Segerer, 1991
          - Род Sulfolobus Brock, 1972
          - Род Sulfurisphaera Kurosawa, 1998
          - Род Sulfurococcus Golovacheva, 1995

      - Разред Thermoproteales Zillig & Stetter, 1982
        - Семейство Thermofilaceae Burggraf, 1997
          - Род Thermofilum Zillig & Gierl, 1983

        - Семейство Thermoproteaceae Zillig & Stetter, 1982
          - Род Caldivirga Itoh, 1999
          - Род Pyrobaculum Huber, 1988
          - Род Thermocladium Itoh, 1998
          - Род Thermoproteus Zillig & Stetter, 1982
          - Род Vulcanisaeta Itoh, 2002
- Царство Euryarchaeota Woese, Kandler & Wheelis, 1990
  - Тип Euryarchaeota Woese, Kandler & Wheelis, 1990
    - Клас Archaeoglobi Garrity & Holt, 2002
      - Разред Archaeoglobales Huber & Stetter, 2002
        - Семейство Archaeoglobaceae Huber & Stetter, 2002
          - Род Archaeoglobus Stetter, 1988
          - Род Ferroglobus Hafenbradl, 1997
          - Род Geoglobus Kashefi, 2002

    - Клас Halobacteria Grant, 2002
      - Разред Halobacteriales Grant & Larsen, 1989
        - Семейство Halobacteriaceae Gibbons, 1974
          - Род Haladaptatus Savage, 2007
          - Род Halalkalicoccus Xue, 2005
          - Род Halarchaeum Minegishi, 2010
          - Род Haloalcalophilium Lizama, 2000
          - Род Haloarcula Torreblanca, 1986
          - Род Halobacterium Elazari-Volcani, 1957
          - Род Halobaculum Oren, 1995
          - Род Halobellus Cui, 2011
          - Род Halobiforma Hezayen, 2002
          - Род Halococcus Schoop, 1935
          - Род Haloferax Torreblanca, 1986
          - Род Halogeometricum Montalvo-Rodríguez, 1998
          - Род Halogranum Cui, 2010
          - Род Halolamina Cui, 2011
          - Род Halomarina Inoue, 2011
          - Род Halomicrobium Oren, 2002
          - Род Halonotius Burns, 2010
          - Род Halopelagius Cui, 2010
          - Род Halopiger Gutiérrez, 2007
          - Род Haloplanus Bardavid, 2007
          - Род Haloquadratum Burns, 2007
          - Род Halorhabdus Wainø, 2000
          - Род Halorientalis Cui, 2011
          - Род Halorubrum McGenity & Grant, 1996
          - Род Halorussus Cui, 2010
          - Род Halosarcina Savage, 2008
          - Род Halosimplex Vreeland, 2003
          - Род Halostagnicola Castillo, 2006
          - Род Haloterrigena Ventosa, 1999
          - Род Halovivax Castillo, 2006
          - Род Natrialba Kamekura & Dyall-Smith, 1996
          - Род Natrinema McGenity, 1998
          - Род Natronoarchaeum Shimane, 2010
          - Род Natronobacterium Tindall, 1984
          - Род Natronococcus Tindall, 1984
          - Род Natronolimnobius Itoh, 2005
          - Род Natronomonas Kamekura, 1997
          - Род Natronorubrum Xu, 1999
          - Род Salarchaeum Shimane, 2011

    - Клас Methanobacteria Boone, 2002
      - Разред Methanobacteriales Balch & Wolfe, 1981
        - Семейство Methanobacteriaceae Barker, 1956
          - Род Methanobacterium Kluyver & van Niel, 1936
          - Род Methanobrevibacter Balch & Wolfe, 1981
          - Род Methanosphaera Miller & Wolin, 1985
          - Род Methanothermobacter Wasserfallen, 2000

        - Семейство Methanothermaceae Stetter, 1982
          - Род Methanothermus Stetter, 1982

    - Клас Methanococci Boone, 2002
      - Разред Methanococcales Balch & Wolfe, 1981
        - Семейство Methanocaldococcaceae Whitman, 2002
          - Род Methanocaldococcus Whitman, 2002
          - Род Methanotorris Whitman, 2002

        - Семейство Methanococcaceae Balch & Wolfe 1981
          - Род Methanococcus Kluyver & van Niel, 1936
          - Род Methanothermococcus Whitman, 2002

    - Клас Methanomicrobia Balch & Wolfe, 1981
      - Разред Methanomicrobiales Balch & Wolfe, 1981
        - Семейство Methanocorpusculaceae Zellner, 1989
          - Род Methanocorpusculum Zellner, 1988

        - Семейство Methanomicrobiaceae Balch & Wolfe, 1981
          - Род Methanocalculus Ollivier, 1998
          - Род Methanoculleus Maestrojun, 1990
          - Род Methanofollis Zellner, 1999
          - Род Methanogenium Romesser, 1981
          - Род Methanolacinia Zellner, 1990
          - Род Methanomicrobium Balch & Wolfe, 1981
          - Род Methanoplanus Wildgruber, 1984

        - Семейство Methanospirillaceae Boone, 2002
          - Род Methanospirillum Ferry, 1974

      - Разред Methanosarcinales Boone, 2002
        - Семейство Methanosaetaceae Boone, 2002
          - Род Methanosaeta Patel & Sprott, 1990

        - Семейство Methanosarcinaceae Balch & Wolfe, 1981
          - Род Halomethanococcus Yu & Kawamura, 1988
          - Род Methanimicrococcus Sprenger, 2000
          - Род Methanococcoides Sowers & Ferry, 1985
          - Род Methanohalobium Zhilina & Zavarzin, 1988
          - Род Methanohalophilus Paterek & Smith, 1988
          - Род Methanolobus König & Stetter, 1983
          - Род Methanomethylovorans Lomans, 2004
          - Род Methanosalsum Boone & Baker, 2002
          - Род Methanosarcina Kluyver & van Niel, 1936

    - Клас Methanopyri Garrity & Holt, 2002
      - Разред Methanopyrales Huber & Stetter, 2002
        - Семейство Methanopyraceae Huber & Stetter, 2002
          - Род Methanopyrus Kurr, 1992

    - Клас Thermococci Zillig & Reysenbach, 2002
      - Разред Thermococcales Zillig, 1988
        - Семейство Thermococcaceae Zillig, 1988
          - Род Palaeococcus Takai, 2000
          - Род Pyrococcus Fiala & Stetter, 1986
          - Род Thermococcus Zillig, 1983

    - Клас Thermoplasmata Reysenbach, 2002
      - Разред Thermoplasmatales Reysenbach, 2002
        - Семейство Ferroplasmaceae Golyshina, 2000
          - Род Acidiplasma Golyshina, 2009
          - Род Ferroplasma Golyshina, 2000

        - Семейство Picrophilaceae Schleper, 1996
          - Род Picrophilus Schleper, 1996

        - Семейство Thermoplasmataceae Reysenbach, 2002
          - Род Thermoplasma Darland, 1970
- Царство Korarchaeota Barns, 1996
  - Тип Korarchaeota Barns, 1996
    - Клас Korarchaea Barns, 1996
      - Разред Korarchaeales Barns, 1996
        - Семейство Korarchaeaceae Barns, 1996
          - Род Korarchaeum Barns, 1996
- Царство Nanoarchaeota Huber, 2002
  - Тип Nanoarchaeota Huber, 2002
    - Клас Nanoarchaea Huber, 2002
      - Разред Nanoarchaeales Huber, 2002
        - Семейство Nanoarchaeaceae Huber, 2002
          - Род Nanoarchaeum Huber, 2002
- Царство Thaumarchaeota Brochier-Armanet, Boussau, Gribaldo & Forterre, 2008
  - Тип Thaumarchaeota Brochier-Armanet, Boussau, Gribaldo & Forterre, 2008
    - Разред Cenarchaeales DeLong & Preston, 1996
      - Семейство Cenarchaeaceae DeLong & Preston, 1996
        - Род Cenarchaeum DeLong & Preston, 1996

    - Разред Nitrosopumilales Konneke, 2006
      - Семейство Nitrosopumilaceae Konneke, 2006
        - Род Nitrosopumilus Konneke, 2006

    - Разред Nitrososphaerales Hatzenpichler, 2008
      - Семейство Nitrososphaeraceae Hatzenpichler, 2008
        - Род Nitrososphaera Hatzenpichler, 2008